# Equus
Equus è un genere di mammiferi perissodattili, appartenenti alla famiglia Equidae, sottofamiglia Equinae, tribù Equini. È l'unico genere ancora vivente della famiglia.
Il genere comprende diverse specie, di cui molte estinte e due domesticate: il cavallo, da cui deriva il cavallo domestico (Equus ferus caballus), l'asino selvatico africano, da cui deriva l'asino domestico (Equus africanus asinus) e i loro ibridi sterili (mulo e bardotto).
È dimostrato che le specie domestiche sono in grado di ritornare alla vita selvatica con successo. Un esempio sono i cavallini della Giara. La popolazione più estesa di cavalli inselvatichiti si trova nel West nordamericano, dove sono indicati come mustang.

## Anatomia
Un importante carattere anatomico proprio della famiglia e del genere è la trasformazione delle estremità degli arti, con atrofia di tutti i raggi metatarsali e metacarpali e delle falangi ad eccezione del III raggio e del III dito. Il II e IV raggio metacarpale/metatarsale si riducono a due strutture vestigiali prive di estremità distale, strettamente addossate al III raggio; del II e IV dito permangono abbozzi costituiti dai cosiddetti sesamoidi prossimali. La terza falange dell'unico dito ben sviluppato assume una particolare forma semilunare, incavata verso il basso, e prende il nome di osso triangolare (coffin bone o P3 in inglese). Alla trasformazione scheletrica della III falange si associano modificazioni dei tessuti molli profondi e modificazioni del rivestimento corneo derivante dall'unghia, dalla solea e dal polpastrello, con formazione dello zoccolo.
Una seconda caratteristica della famiglia è l'apparato digerente, caratterizzato da un intestino molto lungo, e da un particolare sviluppo dell'intestino cieco nel quale la flora batterica degrada i carboidrati vegetali strutturali (in particolare la cellulosa) consentendone l'assimilazione. Questo adattamento del sistema digerente distingue nettamente gli equidi dai ruminanti, in cui è invece fondamentale l'adattamento funzionale di tasche gastriche (il rumine) in cui avviene la prima fermentazione del materiale vegetale, che successivamente viene rigurgitato e rimasticato.

In comune con le altre specie dell'ordine, gli equidi hanno una particolare sensibilità e mobilità del labbro superiore, che utilizzano per selezionare e afferrare i vegetali di cui si nutrono e per smuovere lo strato superficiale del terreno alla ricerca di parti vegetali commestibili sotterranee. 

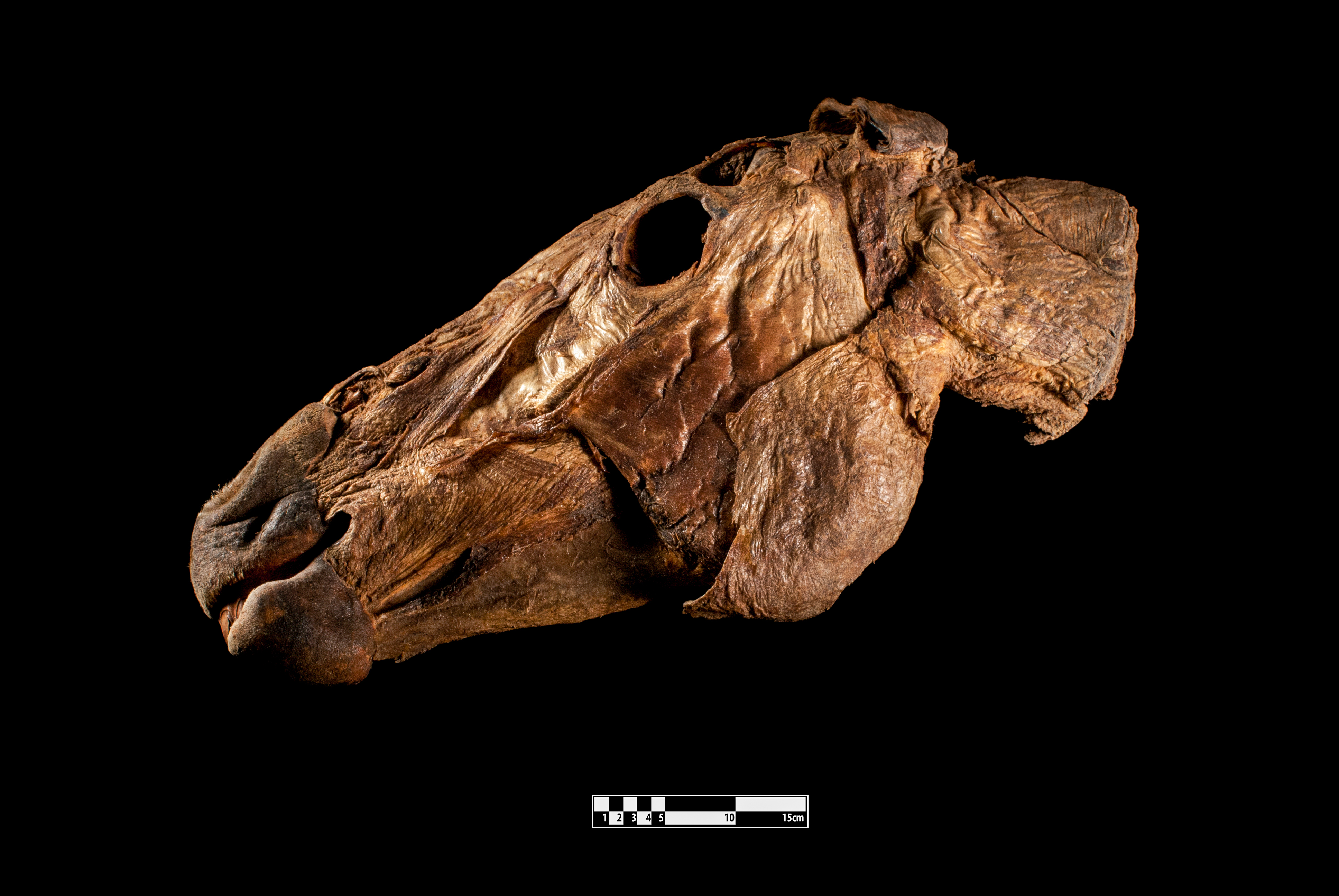
Capo di Equus ferus caballus trattato con tecnica di disidratazione.

## Evoluzione e tassonomia
L'evoluzione e la tassonomia di questo genere sono uno degli argomenti più complessi ed anche discussi e dibattuti, nell'ambito della teriologia.
Attualmente si ritiene che il genere Equus, originato dal genere Dinohippus, sia comparso in Nordamerica fra la fine del Terziario e l'inizio del Quaternario, circa nel 3,6 Ma BP. La specie più antica pare essere Equus occidentalis, un tempo collocato sotto al genere Plesippus (ora sottogenere, Equus (Plesippus)), considerato il capostipite e progenitore sia del ramo pesante americano che del ramo leggero euroasiatico. La posizione di capostipite era prima attribuita a Equus stenonis, rivelatosi invece il primo esponente del solo ramo del Vecchio Mondo. Analizzando la filogenesi, se Plesippus venisse considerato un genere valido e non un sottogenere di Equus, bisognerebbe collocare separatamente anche il cavallo dalle altre sei specie ancora viventi del genere Equus.
Studi recenti di un gruppo di genetisti guidati da C. Vila indicano che la linea evolutiva del cavallo (Equus (Equus)) si separò da quella dell'asino (Equus (Asinus)) e della zebra (Equus (Hippotigris)) 4 - 2 Ma BP. Equus ferus comparve da 630 000 a 320 000 anni fa. Equus ferus caballus fu ottenuto dall'allevamento selettivo prolungato di molte sottospecie di Equus ferus in Eurasia, di cui le prime prove risalgono circa al 6 000 BP. I dettagli di questo processo sono un obiettivo corrente per le ricerche degli archeologi e dei genetisti.
Esiste la possibilità che alcune specie, durante il corso evolutivo, si siano ibridate tra loro, rendendo ancora più complessa la filogenesi del genere. Questa ipotesi è ancora in fase di studio, come le sue eventuali implicazioni.
Attualmente il genere è suddiviso in due rami principali, nove sottogeneri (di cui quattro viventi), sessantacinque specie (di cui sette viventi) e cinquantatré sottospecie (di cui ventuno viventi), escluse le incertae sedis, elencate e conteggiate nella relativa sezione, insieme alle specie rilocate sotto altri generi. Le specie, sia estinte che non, sono elencate dalla più antica alla più recente all'interno dei rispettivi sottogeneri, anch'essi in ordine cronologico di comparsa sulla Terra. Per chiarezza, le specie ancora viventi sono presentate anche separatamente, sempre nei rispettivi sottogeneri.
Ramo pesante del nuovo mondo.

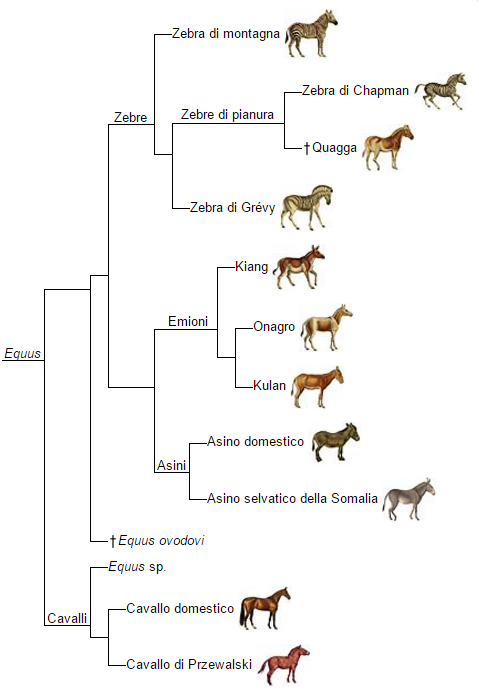
L'albero filogenetico del genere Equus è in continua revisione.

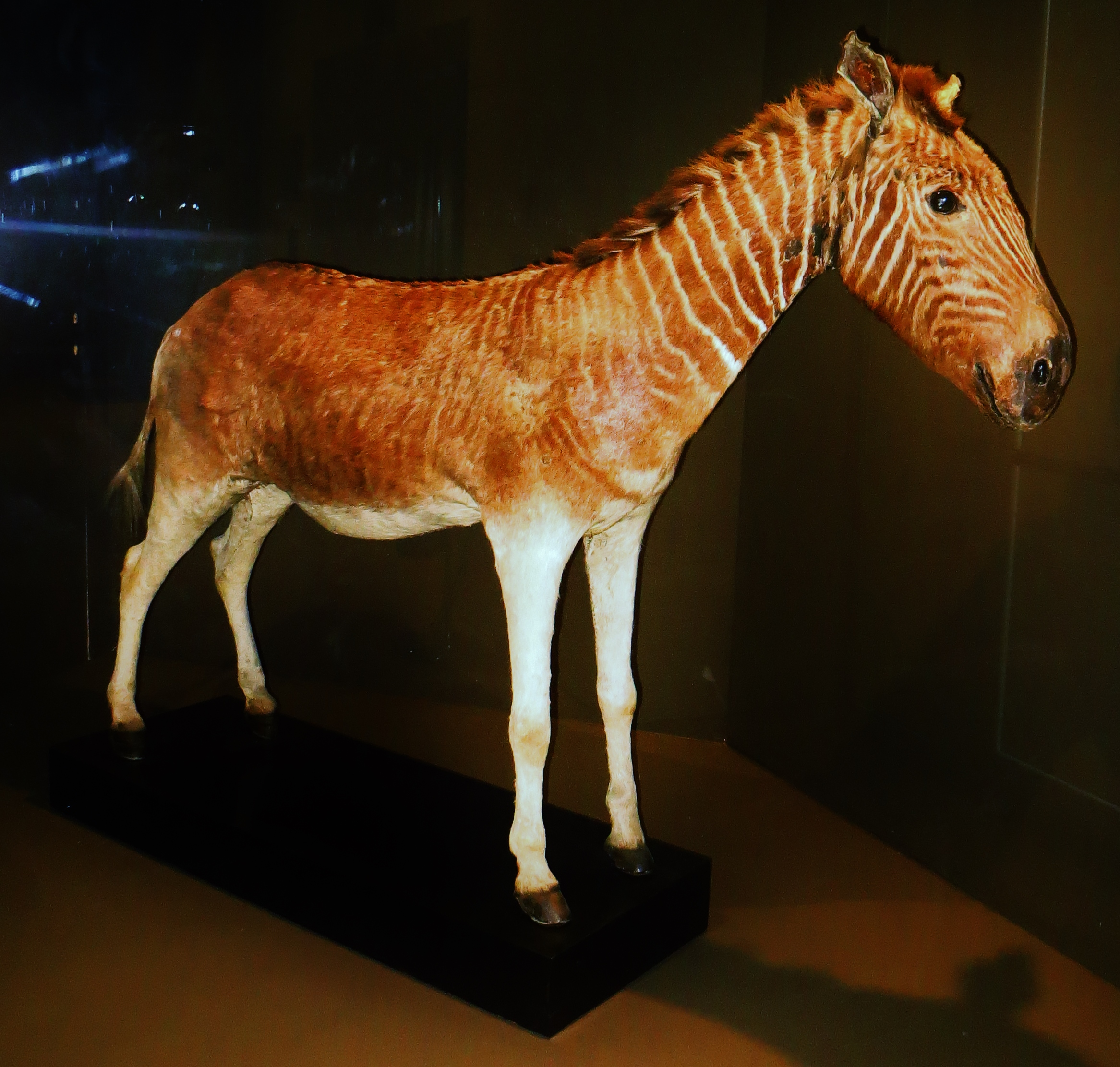
Esemplare di Equus quagga quagga esposto al MUSE di Trento.

- † Equus (Plesippus) (ex genere Plesippus (Matthew, 1924)).
  - † Equus occidentalis (Owen, 1863) (sin. Plesippus simplicidens (Cope, 1892), E. simplicidens (Cope, 1892)[2][3], E. cumminsii (Cope, 1893), P. shoshonensis (Giddley, 1930), E. shoshonensis (Giddley, 1930)) - Cavallo occidentale, cavallo di Hagerman, zebra di Hagerman o zebra americana. Nordamerica, probabilmente arrivato in Beringia, circa 3,6 Ma - 10.000 BP. È il capostipite e il più antico esponente del genere. Probabile progenitore di E. stenonis (quindi anche del ramo del nuovo mondo e del sottogenere principale dello stesso, Equus (Stenonis)), E. fromanius, E. crenidens, E. conversidens, E. scotti (quindi del sottogenere Equus (Equus)), E. idahoensis, E. enormis, E. excelsus, E. francescana e E. parastylidens (quindi del sottogenere Equus (Parastylidequus)).
  - † Equus fromanius (Repenning et al., 1995) (sin. Plesippus fromanius) - Idaho, circa 3,5 - 1,8 Ma BP. Specie molto discussa, forse sin. di E. occidentalis o E. excelsus[4].
  - † Equus crenidens (Cope, 1884) (sin. Plesippus crenidens (Hibbard, 1955), E. crinidens) - Messico, circa 2,588 - 0,012 Ma BP.
  - † Equus conversidens (Owen, 1869) (sin. E. barcenaei (Cope, 1884), E. barcenoei (Cope, 1884), E. c. leoni, E. nevadanus (Hay, 1927)[5], Onager zoyatalis (Mooser, 1959), E. semiplicatus (ED Cope, 1893)) - Cavallo messicano. Nordamerica occidentale, dall'Alaska al Messico, circa 2,588 - 0,009 Ma BP. Da alcuni considerato un nomen dubium[6][7]. Probabile progenitore di E. andium (quindi del sottogenere Equus (Amerhippus)).
  - † Equus idahoensis (Scott, 2005) (sin. Plesippus idahoensis (Merriam, 1918)) - Nordamerica sudoccidentale, circa 1,8 - 0,3 Ma BP[8].
  - † Equus enormis (Downs and Miller, 1994) - Zebra gigante. Nordamerica, circa 1,8 - 0,3 Ma BP.
  - † Equus excelsus (Joseph Leidy, 1858) (sin. Allozebra excelsus (Leidy, 1858)) - Nordamerica, circa 800.000 - 100.000 BP. Un tempo classificato come unico rappresentante del genere Allozebra (Trumler, 1961), a sua volta elevato, per un periodo, sottogenere (Equus (Allozebra)).
  - † Equus francescana (Frick, 1921) (sin. Plesippus francescana). Nordamerica occidentale, circa 781.000 - 11.700 BP.
- Equus (Amerhippus)[9][10].
  - † Equus andium (Wagner-Branco, 1883) (sin. E. fossilis (Wagner, 1860), E. quitensis (Wolf, 1875), Hippidium jijoni (Spillmann, 1931), Neohippus rivadeneira (Spillmann, 1938), Neohippus postremus (Spillmann, 1938)) - Sudamerica settentrionale e occidentale, circa 2,588 - 0,012 Ma BP[10]. Probabile progenitore delle altre specie del sottogenere.
  - † Equus insulatus (Ameghino, 1904) (sin. E. martinei (Spillmann, 1938), E. rivadeneirae (Spillmann, 1938), E. santaeelenae (Spillmann, 1938)) - Venezuela e Bolivia, circa 126.000 - 12.000 BP[10].
  - † Equus neogeus (Lund, 1840) (sin. Hippidium neogaeum (Lund, 1840), E. lasallei (Daniel, 1948), E. curvidens (Owen, 1845), E. macrognathus (Weddell, 1846), E. rectidens (Gervais & Ameghino, 1880), Hipphaplus bravardi (Ameghino, 1889)) - Argentina, circa 21.000 - 10.000 BP[10][11].
- Equus (Equus). Ci si riferisce a questo sottogenere e a quelli che discendono da esso come al gruppo dei cavalli caballoidi, caballini, o cavallini.
  - † Equus scotti (Gidley, 1900) (sin. E. bautistensis) - Cavallo di Scotti. Nordamerica, forse Eurasia, reperti anche in Cile, circa 2,58 Ma - 10.500 BP. Progenitore probabile di E. sanmeniensis, E. giganteus, E. complicatus, E. fraternus, E. hatcheri, E. leidyi, E. niobrarensis, E. pacificus, E. pectinatus, e E. lambei.
  - † Equus sanmeniensis (Chardin & Pivetau, 1930) - Dalla Beringia alla Cina, circa 2,55 Ma - 126.000 BP. Tramite questa specie è cominciata quella che viene definita come la seconda colonizzazione dell’Asia da parte del genere. Probabile progenitore di E. huanghoensis, E. wangi, E. yunnanensis[12], E. ferus, E. f. mosbachensis, E. qingyangensis e E. teilhardi[13].
  - † Equus huanghoensis (Chow and Liu, 1959) - Cina, circa 2,5 - 1,6 Ma BP[14].
  - † Equus wangi (Deng and Xue, 1999) - Cina centrale, circa 2,5 - 2,4 Ma BP[15].
  - † Equus giganteus (Gidley, 1901) - Cavallo gigante preistorico, da alcuni considerato sottospecie di E. scotti. Nordamerica, circa 2 Ma - 12.000 BP.
  - † Equus complicatus (Leidy, 1858) (sin. Onager complicatus, E. americanus (Leidy, 1847), E. nearcticus (Blake, 1863), Equus intermedius (Cope, 1895)[16], E. eous (Cope, 1895)) - Nordamerica, circa 1.8 to 0.012 Ma BP[17][18].
  - † Equus fraternus (Leidy, 1860) (sin. Onager fraternus, Tomolabis fraternus) - Nordamerica sudorientale, circa 1.8 to 0.012 Ma BP[19][20].
    - † Equus fraternus pectinatus (Cope, 1901) - Pennsylvania, 1.8 to 0.3 Ma BP[21][22].

  - † Equus hatcheri (Hay, 1915) - Nebraska, circa 1.8 - 0.012 Ma BP[23][24].
  - † Equus leidyi (Hay, 1913) - USA centro e sudorientali, circa 1,8 - 0,012 Ma BP[25][26].
  - † Equus niobrarensis (Hay, 1913) - Alaska e stati canadesi e USA centroccidentali fino al confine col Messico, circa 1.8 - 0.012 Ma BP. Per alcuni sinonimo di E. scotti[27][28].
    - Equus niobrarensis alaskae (Winans, 1989) - Alaska.

  - † Equus pacificus (Leidy, 1868) - Cavallo del Pacifico. Canada e USA occidentali, 1,8 - 0,012 Ma.
  - † Equus yunnanensis (Colbert, 1940) - Cina, India e sudest asiatico, circa 1,1 Ma - 781.000 BP[12][29]. Da non confondere con la razza equina Yannon.
  - Equus ferus (Boddaert, 1785) (sin. E. achenheimensis (Nobis, 1971), E. steinheimensis (Von Reichenau, 1915), E. piveteaui (David & Prat, 1962)) – Cavallo. Europa, Asia e Nordafrica circa 630.000/320.000 BP - presente.
    - † Equus ferus ferus (Boddaert, 1785) (sin. E. ferus solutreensis (Nobis, 1997)) – Tarpan o cavallo selvatico, sottospecie originale ed antenato diretto di E. f. lenensis, E. f. algericus, E. f. przewalskii, E. f. torralbae, E. f. antunesi, E. f. germanicus, E. f. latipes (Gromova, 1991) e E. f. caballus. Europa e Asia, estinto nel 1918 o 1919.
    - † Equus ferus lenensis (Russanov, 1968) - Cavallo lenskaya o di Lena. Dalla Yacutia all’Arcipelago siberiano, circa 126.000 - 2.000 BP[30][31].
    - † Equus ferus algericus (Bagtache, Hadjonis, Eisenmann, 1984) (sin. E. f. pumpelli (Duerst, 1908)) - Dal Nordafrica al Turkmenistan, circa 126.000 - 11.700 BP.[32][33].
    - Equus ferus przewalskii (Poljakov, 1881) – Cavallo di Przewalski o pony della Mongolia. 45.000 BP - presente.
    - † Equus ferus torralbae (F. Prat, 1977) (Nomen dubium) - Spagna, circa 45.000 - 40.000 BP.
    - † ''Equus ferus antunesi (Vera Eisenmann et J. L. Cardoso,1989) (Nomen dubium) - Portogallo, circa 45.000 - 40.000 BP.
    - † Equus ferus germanicus (Nehring, 1884) (Nomen dubium) (sin. E. f. silvaticus) - Cavallo di foresta. Antenato di E. f. gallicus. Europa centroccidentale, circa 45.000 - 40.000 BP.
    - † Equus ferus gallicus (F. Prat, 1968) (Nomen dubium) - Cavallo francese. Antenato di E. f. arcelini. Europa occidentale, circa 40.000 - 15.000 BP.
    - † Equus ferus latipes (Gromova, 1991) - Europa centrale e orientale, circa 40.000 - 10.000 BP[34][35].
    - † Equus ferus arcelini (J.L. Guadelli, 1991) (Nomen dubium) - Europa occidentale, circa 15.000 - 10.000 BP.
    - Equus ferus caballus (Linnaeus, 1758)[36] (sin. E. laurentius (Hay, 1913)[37], E. agilis, E. anglicus, E. arabicus, E. aryanus, E. asiaticus, E. belgius, E. bohemicus, E. brittanicus, E. celticus, E. cracoviensis, E. domesticus, E. equuleus, E. europaeus, E. ewarti, E. frisius, E. gracilis, E. gutsenensis, E. helveticus, E. ibernicus, E. hippagrus, E. italicus, E. lalisio, E. libycus, E. moldavicus, E. mongolicus, E. muninensis, E. nehringi, E. nipponicus, E. nordicus, E. pallas, E. parvus, E. persicus, E. sequanicus, E. sequanius, E. sinensis, E. sylvestris, E. tanghan, E. tataricus, E. transylvanicus, E. typicus, E. varius, E. equiferus, E. gmelini, E. tarpan, E. hagenbecki, E. prjevalskii) – Cavallo domestico, compresi i reinselvatichiti come i mustang americani e i cavallini della Giara. La prima domesticazione viene fatta risalire circa al 6.000 BP, probabilmente nella Russia settentrionale.

  - † Equus mosbachensis (Von Reichenau, 1915) - Europa, circa 609.000 - 40.000 BP. Primo vero cavallo a raggiungere l'Europa. Potrebbe essere una sottospecie di E. ferus, rendendo le seguenti sottospecie non valide[38].
    - † Equus mosbachensis campdepeyrii (Guadelli & Prat, 1995).
    - † Equus mosbachensis micoquii (Langlois, 2005).
    - † Equus mosbachensis palustris (Bonifay, 1980).
    - † Equus mosbachensis tautavelensis (Crégut, 1980).

  - † Equus qingyangensis (Deng and Xue, 1999) - Cina e Siberia orientale, circa 126.000 - 11.700 BP.
  - † Equus teilhardi (Deng and Xue, 1999) - Cina e Siberia orientale, circa 126.000 - 11.700 BP.
  - † Equus lambei (Hay, 1917) - Cavallo selvaggio dello Yukon. Dallo Yukon alla Beringia alla Yakutia, circa 40.000 - 10.000 BP[39]. Strettamente imparentato con E. ferus. Fu l'ultima specie vivente di cavallo nordamericano fino alla reintroduzione umana.
- † Equus (Parastylidequus). Sottogenere molto discusso, con tratti ancestrali in comune con E. (Plesippus) (cui alcuni membri erano un tempo raggruppati sotto E. (Dolichohippus))[9][40].
  - † Equus parastylidens (Mooser, 1959) - Cavallo di Mooser. Messico, circa 781.000 - 11.700 BP.

Ramo leggero del vecchio mondo. Anche questo generato da E. occidentalis.
- † Equus (Stenonis). Assieme al sottogenere Equus (Sussemionus), è detto gruppo dei cavalli stenonoidi.
  - † Equus stenonis (Cocchi, 1867) - Cavallo o zebra di Stenone. Europa occidentale[41], sudorientale, Nordafrica, Asia e Nordamerica, circa 3.600k - 1 Ma BP. È considerato il progenitore di E. sivalensis, E. livenzovensis, E. nalaikhaensis (quindi del sottogenere Equus (Sussemionus)), E. stehlini, E. numidicus (quindi del sottogenere Equus (Dolichohippus)), E. eisenmannae e E. capensis (quindi del sottogenere Equus (Hippotigris)).
    - † Equus stenonis anguinus (Azzaroli &Voorhies, 1993) - Sottospecie nordamericana[42].
    - † Equus stenonis guthi (Boeuf, 1986).
    - † Equus stenonis mygdoniensis (Koufos, 1992).
    - † Equus stenonis pamirensis (Sharapov, 1986).
    - † Equus stenonis petraloniensis (1964).
    - † Equus stenonis pueblensis (Caloi, 1997).
    - † Equus stenonis senezensis (Prat, 1964).
    - † Equus stenonis vireti (Prat, 1964).

  - † Equus sivalensis (Falconer and Cautley, 1849) (sin. Equus cautleyi (Hopwood, 1936)) - Grande cavallo indiano. India meridionale, circa 2,6 Ma - 75.000 BP. Probabile progenitore o, secondo alcuni, sinonimo di E. namadicus. Possibile progenitore di E. valeriani.
  - † Equus livenzovensis (Bajgusheva, 1978) - Europa occidentale, meridionale e a est fino alla Russia, circa 2,6 Ma - 16.000 BP[43][44].
  - † Equus stehlini (Azzaroli, 1965) - Europa meridionale[41], circa 2,58 Ma - 781k BP.
  - † Equus eisenmannae (Qiu, Deng & Wang, 2004) - Cina, circa 2.55 - 1.86 Ma BP.
  - † Equus namadicus (Falconer and Cautley, 1849) - India centrale, circa 1,5 - 0,5 Ma BP.
  - † Equus valeriani (Gromova, 1946) - Asia centrale, areale forse più ampio, circa 126.000 - 11.700 BP[45].
- † Equus (Sussemionus)[44] (sin. Equus (Suessenbornensis)) - Ampiamente distribuito in Europa, Medioriente, Africa e Asia fino alla Siberia e Nordamerica[46][47]. Le relazioni interne di questo gruppo sono molto discusse[48]. È il più strettamente imparentato con Equus (Equus), ma non ha discendenti viventi[49][50].
  - † Equus nalaikhaensis (Kuznetsova and Zhegallo, 1996)[51] - Mongolia e Cina, forse fino all'Europa, circa 2.588.000 - 781.000 BP[52]. Probabile progenitore di E. suessenbornensis ed E. verae. Possibile di E. tabeti (quindi del sottogenere Equus (Asinus)), E. apolloniensis e E. hipparionoides.
  - † Equus suessenbornensis (Wüst, 1901) - Ampiamente distribuito in Europa, Medioriente, Asia e forse Nordamerica, circa 2,58 Ma - 126.000 BP. Probabile progenitore di E. granatensis, E. bressanus e E. beijingensis.
  - † Equus verae (Sher, 1971) - Siberia nordorientale, circa 2,58 - 1,806 Ma BP. Forse antenato di E. coliemensis.
  - † Equus granatensis (Alberdi and Ruiz Bustos, 1985). Europa occidentale, Spagna, circa 2 Ma - 781.000 BP[53]. Un tempo considerato sottospecie di E. stenonis nonostante le differenze morfologiche[54].
  - † Equus coliemensis (Lazarev, 1980) - Siberia orientale, circa 1.806.000 - 781.000 BP. Specie tipo del sottogenere.
  - † Equus apolloniensis (Koufos et al., 1997) - Forse sottospecie di E. suessenbornensis. Grecia, forse Turchia, circa 1,2 - 0,9 Ma BP[51][55].
  - † Equus bressanus (Viret, 1954) - Centro e sud Europa, circa 1,1 - 0,5 Ma BP. Probabile progenitore di E. major e E. robustus[56].
  - † Equus hipparionoides (Vequa, 1962) - Dalla Georgia alla Mongolia, circa 1 Ma - 800.000 BP[57].
  - † Equus major (Boule, 1927) - Nord Europa, Paesi Bassi, circa 1 - 0,5 Ma BP. Probabile sinonimo di E. bressanus[56].
  - † Equus robustus (Hooijer, 1947) - Nord Europa, Belgio, forse nord della Francia circa 1 - 0,5 Ma BP. Probabile sinonimo di E. bressanus[56].
  - † Equus beijingensis (Liu, 1963) - Cina, circa 781.000 - 126.000 BP. Possibile antenato comune di E. ovodovi, E. dalianensis.
  - † Equus ovodovi (Eisenmann et Vasiliev, 2011) - Siberia occidentale, circa 126.000 - 45.000 BP[58].
  - † Equus dalianensis (Boule and Teilhard, 1928) - Cina nordorientale, circa 126.000 - 45.000 BP[59].
- Equus (Dolichohippus).
  - † Equus numidicus (Pomel, 1897) - Nord e est Africa, circa 2,58 - 1,2 Ma BP[60][61]. Probabile progenitore di E. oldowayensis.
  - † Equus oldowayensis (Hopwood, 1937) - Tanzania, circa 2,3 - 0,781 Ma BP[61]. Probabile progenitore di E. koobiforensis ed E. grevyi[62].
  - † Equus koobiforensis (Eisenmann, 1983) - Kenya, circa 2 - 1 Ma BP[61]. Forse sinonimo di E. oldowayensis.
  - Equus grevyi (Oustalet, 1882) – Zebra di Grévy o zebra imperiale. Asia centrale e Africa orientale, circa 781.000 BP - presente[61][63].
- Equus (Hippotigris)[64].
  - † Equus capensis (Broom, 1909) - Sudafrica, circa 2 - 0.001 Ma BP[48][61]. Probabile progenitore diretto di tutti gli altri esponenti del sottogenere, estinti e non.
  - Equus quagga (Boddaert, 1785) – Zebra di pianura o delle steppe[65]. Africa orientale e meridionale, circa 1 Ma BP - presente[61].
    - Equus quagga boehmi (Matschie, 1892) – Zebra di Grant.
    - Equus quagga borensis (Lönnberg, 1921) - Zebra del Bore, o senza criniera.
    - Equus quagga burchellii (Gray, 1824) (sin. E. lylei (Dreyer, 1931), E. platyconus (Van Hoepen, 1930), E. simplicissimus (Van Hoepen, 1930), E. q. zebroides (Lesson, 1827), E. b. antiquorum, E. q. antiquorum (Smith, 1841)[66]) – Zebra di Burchell. La popolazione ex E. q. antiquorum era chiamata zebra del Damaraland.
    - Equus quagga chapmani (Layard, 1865) – Zebra di Chapman.
    - Equus quagga crawshayi (De Winton, 1896) - Zebra di Crawshay.
    - † Equus quagga quagga (Boddaert, 1785) (sin. Kraterohippus elongatus (Van Hoepen, 1930)) – Quagga. Estinto nel 1883.
    - Equus quagga selousii (Pocock, 1897) (Nomen dubium) - Zebra di Selous.

  - Equus zebra (Linnaeus, 1758) – Zebra di montagna[67][68]. Sudafrica, Namibia, Angola, circa 781.000 BP - presente[61].
    - † Equus zebra greatheadi (Lundholm, 1952). Sudafrica.
    - Equus zebra hartmannae (Matschie, 1898) – Zebra di Hartmann.
    - Equus zebra zebra (Linnaeus, 1758) – Zebra del Capo o delle montagne del Capo.

  - † Equus mauritanicus (Pomel, 1897) - Algeria, circa 700.000 - 126.000 BP[48][69].
- Equus (Asinus).
  - † Equus tabeti (Eisenmann, 1992) - Nord Africa, circa 1.9 - 1.2 Ma BP. Considerato il capostipite del sottogenere, probabile progenitore di E. altidens.
  - † Equus altidens (Von Reichenau, 1915) (sin. E. marxi (Von Reichenau, 1915)). - Dall'Europa comprese le isole britanniche ma escluso il nordest e la penisola iberica, fino al Tagikistan, circa 1,806 - 1,1 Ma BP. Probabile progenitore di E. wuesti[51][55] e E. africanus.
  - † Equus wuesti (Musil, 2001) - Forse sottospecie di E. altidens. Germania, circa 1,2 - 0,9 Ma BP[51][55].
  - Equus africanus (Heuglin e Fitzinger, 1866) – Asino selvatico africano. Africa orientale, circa 1,2 Ma BP - presente[61]. Considerato a lungo il discendente di E. hydruntinus per affinità morfologiche e genetiche, potrebbe invece esserne il progenitore, in quanto specie più antica, sebbene ancora vivente[61][70].
    - Equus africanus africanus (Heuglin e Fitzinger, 1866) – Asino selvatico della Nubia.
    - † Equus africanus atlanticus (Thomas, 1884) (sin. E. melkiensis (Bagtache, Hadjouis & Eisenmann, 1984)) - Asino selvatico dell'Atlante. Nordafrica, comparso circa 126.000 BP ed estinto circa nel 300 AD.
    - Equus africanus somalicus (P. L. Sclater, 1885) (sin. E. a. aethiopicus, E. a. somaliensis, E. a. taeniops, E. a. taeniopus (Heuglin, 1861)) – Asino selvatico della Somalia.
    - Equus africanus asinus (Linnaeus, 1758) – Asino domestico.

  - † Equus hydruntinus (Regalia, 1907) (sin. E. wernerti (Forsten, 1996), E. limanensis (Pommerol, 1890)) - Asino europeo. Da Portogallo e Spagna a ovest fino all'Iran a est, dalla costa del Mare del nord alla Puglia a sud, circa 600.000 - 11.000 BP. Alcuni autori sostengono che potrebbe essere sopravvissuto fino a tempi storici essendo forse lo zebro a cui si riferiscono alcuni scritti medioevali. Probabile progenitore di E. hemionus, E. kiang e E. graziosii[70].
    - † Equus hydruntinus danubiensis (Samson, 1975) - Romania.
    - † Equus hydruntinus davidi (Alimen, 1946) - Ovest e sud della Francia, nord della Spagna e Portogallo. È la forma da cui potrebbe essersi originato E. graziosii.
    - † Equus hydruntinus hydruntinus (Stehlin and Graziosi, 1935) - Puglia e Basilicata.
    - † Equus hydruntinus minor (Bonifay, 1991) - Sud della Francia, probabilmente sinonimo di E. h. davidi.
    - † Equus hydruntinus petraloniensis (Tsoukala, 1991) - Grecia.

  - Equus hemionus (Pallas, 1775) (sin. E. bahram, E. bedfordi, E. blanfordi, E. castaneus, E. dzigguetai, E. finschi, E. hamar, E. hemionos, E. indicus, E. luteus, E. syriacus, E. typicus) – Emione o asino selvatico asiatico. Originariamente dalla penisola arabica fino ad oltre la Mongolia, circa 40.000 BP - presente.
    - Equus hemionus hemionus (Pallas, 1775) – Asino selvatico mongolo.
    - † Equus hemionus hemippus (I. Geoffroy Saint-Hilaire, 1855) (sin. E. h. hemihippus) – Asino selvatico siriano. Estinto nel 1928.
    - Equus hemionus khur (Lesson, 1827) - Asino selvatico indiano.
    - Equus hemionus kulan (Groves e Mazák, 1967) – Kulan.
    - Equus hemionus onager (Boddaert, 1785) – Onagro o emione persiano.

  - Equus kiang (Moorcroft, 1841) (sin. E. equioides, E. kyang, E. nepalensis, E. taferi) – Kiang o khyang, gorkhar, emione tibetano, asino tibetano. Asia centrale, circa 40.000 BP - presente.
    - Equus kiang chu (Hodgson, 1893) - Kiang settentrionale.
    - Equus kiang kiang (Moorcroft, 1841) - Kiang occidentale.
    - Equus kiang holdereri (Groombridge, 1994) - Kiang orientale.
    - Equus kiang polyodon (Hodgson, 1847) - Kiang meridionale.

  - † Equus graziosii (Azzaroli, 1979) - Italia, circa 30.000 - 10.000 BP.

### Specie rilocate eincertae sedis
Le specie che occupano una posizione ancora poco chiara all'interno del genere o che sono state ricollocate sotto altri generi sono elencate qui. Si tratta attualmente di 12 specie, tutte estinte.
- † Eohippus angustidens (Cope, 1875) (sin. Equus angustidens) - Eoippo. Nordamerica, circa 56 - 47,8 Ma BP.
- † Hippotherium primigenium (Von Meyer, 1829) (sin. E. primigenius, E. caballus primigenius, Hipparion primigenium, Hippotherium primigenium, E. plicidens (Owen, 1844)) - Africa, Medioriente ed Europa, circa 9,7 - 2,588 Ma BP.
- † Haringtonhippus francisci (Hay, 1915) (sin. E. tau (Owen, 1869), E. littoralis / litoralis (Hay, 1913), E. franciscii / francisi / francisa (Hay, 1915), E. calobatus (Troxell, 1915), E. achates (Hay & Cook, 1930), E. arrelanoi (Mooser, 1958), E. quinni (Slaughter et al., 1962), E. cedralensis (Alberdi et al., 2014)[71]) - Cavallo dalle zampe sottili del nuovo mondo. Nordamerica, dall’Alaska al Messico meridionale, circa 5,7 Ma - 11.700 BP.
- † Hippotherium antelopinum (Falconer & Cautley, 1849) (sin. E. antelopinum, Cormohipparion antelopinum, Hipparion antelopinum) - India, circa 5,332 - 2,588 Ma BP.
- † Dinohippus mexicanus (Lance 1950) (sin. Equus (Hesperohippus), E. mexicanus (Hibbard, 1955), Equus midlandensis (Quinn, 1957), Onager oviedoi (Mooser, 1959)) - Messico centrale, circa 4,8 - 4,7 Ma BP.
- † Equus pseudaltidens (Hulbert, 1995) (sin. Onager altidens (Quinn, 1957)) - Florida, New Mexico, circa 126.000 - 11.700 BP. In una posizione sistematica molto incerta, probabilmente appartiene al genere Haringtonhippus, data la presunta stretta parentela con H. francisci[72][73][74].
- † Equus australis (Moreno, 1888) - Forse Argentina. Nessun’altra informazione[75].
- † Equus holmesi (Hay, 1921) (Nomen dubium) - Oklahoma, pleistocene. Unici resti, soli 4 denti superiori di un unico esemplare (Codice fossile: USNM 8642)[76][77].
- † Equus importante (Nomen dubium) - Nessun'altra informazione[senza fonte].
- † Equus jubatus (Hay, 1927) - USA. Nessun’altra informazione[78].
- † Equus nobisi (Pichardo, 2004) - America. Nessun’altra informazione[79].
- † Equus plurnarnersis (1993) (Nomen dubium) - Questo nome compare una singola volta in un singolo articolo cinese, e non è presente nessun'altra informazione sulla specie[80].

### Specie viventi e loro sottospecie
Ramo pesante del nuovo mondo.
- Equus (Equus).
  - Equus ferus (Boddaert, 1785) (sin. E. achenheimensis (Nobis, 1971), E. steinheimensis (Von Reichenau, 1915), E. piveteaui (David & Prat, 1962)) – Cavallo. Europa, Asia e Nordafrica circa 630.000/320.000 BP - presente.
    - † Equus ferus ferus (Boddaert, 1785) (sin. E. ferus solutreensis (Nobis, 1997)) – Tarpan o cavallo selvatico, sottospecie originale ed antenato diretto di E. f. lenensis, E. f. algericus, E. f. przewalskii, E. f. torralbae, E. f. antunesi, E. f. germanicus, E. f. latipes (Gromova, 1991) e E. f. caballus. Europa e Asia, estinto nel 1918 o 1919.
    - † Equus ferus lenensis (Russanov, 1968) - Cavallo lenskaya o di Lena. Dalla Yacutia all’Arcipelago siberiano, circa 126.000 - 2.000 BP[30][31].
    - † Equus ferus algericus (Bagtache, Hadjonis, Eisenmann, 1984) (sin. E. f. pumpelli (Duerst, 1908)) - Dal Nordafrica al Turkmenistan, circa 126.000 - 11.700 BP.[32][33].
    - Equus ferus przewalskii (Poljakov, 1881) – Cavallo di Przewalski o pony della Mongolia. 45.000 BP - presente.
    - † Equus ferus torralbae (F. Prat, 1977) (Nomen dubium) - Spagna, circa 45.000 - 40.000 BP.
    - † ''Equus ferus antunesi (Vera Eisenmann et J. L. Cardoso,1989) (Nomen dubium) - Portogallo, circa 45.000 - 40.000 BP.
    - † Equus ferus germanicus (Nehring, 1884) (Nomen dubium) (sin. E. f. silvaticus) - Cavallo di foresta. Antenato di E. f. gallicus. Europa centroccidentale, circa 45.000 - 40.000 BP.
    - † Equus ferus gallicus (F. Prat, 1968) (Nomen dubium) - Cavallo francese. Antenato di E. f. arcelini. Europa occidentale, circa 40.000 - 15.000 BP.
    - † Equus ferus latipes (Gromova, 1991) - Europa centrale e orientale, circa 40.000 - 10.000 BP[34][35].
    - † Equus ferus arcelini (J.L. Guadelli, 1991) (Nomen dubium) - Europa occidentale, circa 15.000 - 10.000 BP.
    - Equus ferus caballus (Linnaeus, 1758)[36] (sin. E. laurentius (Hay, 1913)[37], E. agilis, E. anglicus, E. arabicus, E. aryanus, E. asiaticus, E. belgius, E. bohemicus, E. brittanicus, E. celticus, E. cracoviensis, E. domesticus, E. equuleus, E. europaeus, E. ewarti, E. frisius, E. gracilis, E. gutsenensis, E. helveticus, E. ibernicus, E. hippagrus, E. italicus, E. lalisio, E. libycus, E. moldavicus, E. mongolicus, E. muninensis, E. nehringi, E. nipponicus, E. nordicus, E. pallas, E. parvus, E. persicus, E. sequanicus, E. sequanius, E. sinensis, E. sylvestris, E. tanghan, E. tataricus, E. transylvanicus, E. typicus, E. varius, E. equiferus, E. gmelini, E. tarpan, E. hagenbecki, E. prjevalskii) – Cavallo domestico, compresi i reinselvatichiti come i mustang americani e i cavallini della Giara. La prima domesticazione viene fatta risalire circa al 6.000 BP, probabilmente nella Russia settentrionale.

Ramo leggero del vecchio mondo.
- Equus (Dolichohippus).
  - Equus grevyi (Oustalet, 1882) – Zebra di Grévy o zebra imperiale. Asia centrale e Africa orientale, circa 781.000 BP - presente[61][63].
- Equus (Hippotigris)[64].
  - Equus quagga (Boddaert, 1785) – Zebra di pianura o delle steppe[65]. Africa orientale e meridionale, circa 1 Ma BP - presente[61].
    - Equus quagga boehmi (Matschie, 1892) – Zebra di Grant.
    - Equus quagga borensis (Lönnberg, 1921) - Zebra del Bore, o senza criniera.
    - Equus quagga burchellii (Gray, 1824) (sin. E. lylei (Dreyer, 1931), E. platyconus (Van Hoepen, 1930), E. simplicissimus (Van Hoepen, 1930), E. q. zebroides (Lesson, 1827), E. b. antiquorum, E. q. antiquorum (Smith, 1841)[66]) – Zebra di Burchell. La popolazione ex E. q. antiquorum era chiamata zebra del Damaraland.
    - Equus quagga chapmani (Layard, 1865) – Zebra di Chapman.
    - Equus quagga crawshayi (De Winton, 1896) - Zebra di Crawshay.
    - † Equus quagga quagga (Boddaert, 1785) (sin. Kraterohippus elongatus (Van Hoepen, 1930)) – Quagga. Estinto nel 1883.
    - Equus quagga selousii (Pocock, 1897) (Nomen dubium) - Zebra di Selous.

  - Equus zebra (Linnaeus, 1758) – Zebra di montagna[67][68]. Sudafrica, Namibia, Angola, circa 781.000 BP - presente[61].
    - † Equus zebra greatheadi (Lundholm, 1952). Sudafrica.
    - Equus zebra hartmannae (Matschie, 1898) – Zebra di Hartmann.
    - Equus zebra zebra (Linnaeus, 1758) – Zebra del Capo o delle montagne del Capo.
- Equus (Asinus).
  - Equus africanus (Heuglin e Fitzinger, 1866) – Asino selvatico africano. Africa orientale, circa 1,2 Ma BP - presente[61]. Considerato a lungo il discendente di E. hydruntinus per affinità morfologiche e genetiche, potrebbe invece esserne il progenitore, in quanto specie più antica, sebbene ancora vivente[61][70].
    - Equus africanus africanus (Heuglin e Fitzinger, 1866) – Asino selvatico della Nubia.
    - † Equus africanus atlanticus (Thomas, 1884) (sin. E. melkiensis (Bagtache, Hadjouis & Eisenmann, 1984)) - Asino selvatico dell'Atlante. Nordafrica, comparso circa 126.000 BP ed estinto circa nel 300 AD.
    - Equus africanus somalicus (P. L. Sclater, 1885) (sin. E. a. aethiopicus, E. a. somaliensis, E. a. taeniops, E. a. taeniopus (Heuglin, 1861)) – Asino selvatico della Somalia.
    - Equus africanus asinus (Linnaeus, 1758) – Asino domestico.

  - Equus hemionus (Pallas, 1775) (sin. E. bahram, E. bedfordi, E. blanfordi, E. castaneus, E. dzigguetai, E. finschi, E. hamar, E. hemionos, E. indicus, E. luteus, E. syriacus, E. typicus) – Emione o asino selvatico asiatico. Originariamente dalla penisola arabica fino ad oltre la Mongolia, circa 40.000 BP - presente.
    - Equus hemionus hemionus (Pallas, 1775) – Asino selvatico mongolo.
    - † Equus hemionus hemippus (I. Geoffroy Saint-Hilaire, 1855) (sin. E. h. hemihippus) – Asino selvatico siriano. Estinto nel 1928.
    - Equus hemionus khur (Lesson, 1827) - Asino selvatico indiano.
    - Equus hemionus kulan (Groves e Mazák, 1967) – Kulan.
    - Equus hemionus onager (Boddaert, 1785) – Onagro o emione persiano.

  - Equus kiang (Moorcroft, 1841) (sin. E. equioides, E. kyang, E. nepalensis, E. taferi) – Kiang o khyang, gorkhar, emione tibetano, asino tibetano. Asia centrale, circa 40.000 BP - presente.
    - Equus kiang chu (Hodgson, 1893) - Kiang settentrionale.
    - Equus kiang kiang (Moorcroft, 1841) - Kiang occidentale.
    - Equus kiang holdereri (Groombridge, 1994) - Kiang orientale.
    - Equus kiang polyodon (Hodgson, 1847) - Kiang meridionale.

## Curiosità
- In letteratura è possibile incontrare la dicitura E. hippo, utilizzata impropriamente per riferirsi a specie non ben identificate, come a sostituzione del termine generico "cavallo".
- Equus indicus / Asinus indicus - Queste diciture sono errori di trascrizione riporati da un trattato dello zoologo Wotton in cui, oltre a resti di rinoceronti ed Equus sp. (successivamente attribuiti ad E. hemionus), era presente anche Bos primigenius indicus. Ad acuire la confusione si aggiunse il fatto che lo zoologo era convinto che i corni ritrovati fossero degli stessi Equus, attribuendo quindi a quei resti l'identità di asino o zebra unicorno[81]. Compare anche nella tavola "Zebra Indica, Indianisck Maulthier; Equus Indicus, Indianisck Pferd; Equus Hirfutus, Rauh Pferd." (Jonston, John, 1603-1675), assieme alla specie E. hirfutus / hirsutus, di cui esiste solo questa citazione in letteratura[82].